# Jílové
Jílové (indtil 1945 Jílové u Podmokel ; tysk: Eulau) er en by i distriktet Děčín i  regionen Ústí nad Labem i Tjekkiet med omkring 5.000 indbyggere.
Landsbyerne Kamenec, Kamenná, Martiněves, Modrá og Sněžník er administrative dele af Jílové.

## Geografi
Jílové ligger omkring 6 km  vest for Děčín og 10 km  nord for Ústí nad Labem. Det ligger i Elbsandsteingebirge og i det eponyme beskyttede landskab. Det bebyggede område er beliggende i Jílovský-strømmens dal, en biflod fra venstre til Elben. Byen ligger ved foden af bjerget Děčínský Sněžník, som er den højeste top i kommunens område på 723 meter over havets overflade.

## Historie
Jílové blev sandsynligvis grundlagt som en bosættelse på en gammel handelsrute fra Bøhmen til Lausitz. Det nærliggende Lotarův vrch-bjerg var muligvis stedet for slaget ved Chlumec i 1126 mellem hertug Soběslav 1. af Bøhmen og kong Lothar 3. af Tyskland, hvis nøjagtige placering er ukendt. Den første skriftlige omtale af Jílové (under navnet Eulow) er fra 1384 i et skøde udstedt af kong Karl 4.
Et lokalt vandslot, opført i det 14. århundrede, blev dokumenteret i 1554, da det blev holdt af Lords of Lípa. Efter Slaget ved Det Hvide Bjerg i 1620 blev godserne beslaglagt af kejser Ferdinand 2.  og i 1629 givet til greverne af Thun und Hohenstein.
Efter 2. verdenskrig blev den tyske befolkning fordrevet, og Thun und Hohenstein-ejendommene blev konfiskeret af den Tjekkoslovakiske regering. Jílové blev forfremmet til en by i 1964.

## Seværdigheder
Den vigtigste attraktion er Jílové-slottet. Det blev genopbygget i anden halvdel af det 17. århundrede på et renæssanceslot, og parken, i romantisk stil, med en neoklassisk pavillon, blev etableret to århundreder senere. I dag tjener slottet kulturelle og sociale formål og huser et bibliotek. 
Den hellige treenigheds kirke er en barokkirke  blev bygget i 1682 og genopbygget i 1859, efter at den blev beskadiget af en brand.
Děčínský Sněžník er kendt for sit udsigtstårn. Det  33 meter høje stentårn bygget i 1864, er et af de ældste udsigtstårne i Bøhmen. Kapellet på Děčínský Sněžník blev bygget i 1909.